# ژوزفین بوآرنه
ژوزفین بناپارت (پیش از ازدواج ماری ژوزف رز تاشر دولا پاژری؛ ۲۳ ژوئن ۱۷۶۳ – ۲۹ مه ۱۸۱۴) معروف به ژوزفین بوآرنه (فرانسوی: Joséphine de Beauharnais‎)، از ۱۸۰۴ تا ۱۸۱۰ امپراتریس فرانسه و نخستین همسر امپراتور ناپلئون بود.
ژوزفین در سال ۱۷۷۹ به عقد ازدواج ویکنت الکساندر بوهارنه درآمد. ژوزفین پس از مرگ ویکنت در سال ۱۷۹۶ با ژنرال بناپارت که شش سال جوانتر از وی بود، ازدواج کرد و در سال ۱۸۰۴ ملکه فرانسه شد. پس از خیانتهای متقابل ناپلئون او را در سال ۱۸۰۹ طلاق گفت. وی مادربزرگ مادری ناپلئون سوم و مادر بزرگ پدری ژوزفین لوختنبرگ نیز می‌باشد.
نام ژوزفین در کودکی ماری ژوزه روزه و از خانواده دولاپاگری بود. پدر الکساندر نامه‌ای به پدر وی می‌نویسد و درخواست ازدواج پسرش با کاترین (خواهر ژوزفین) را مطرح می‌کند. نامه چند روز پس از مرگ کاترین می‌رسد و لاجرم ژوزفین به ازدواج الکساندر در می‌آید.
رابطه زناشویی آنان مدت طولانی ادامه نیافت. الکساندر بهانه جویی می‌کند و او را به یک صومعه می‌فرستد. جدایی آنان با اعدام لویی و تغییر وضع حکومتی تکمیل می‌شود. ژوزفین جزء زنان درجه اول پاریس می‌شود و با بناپارت که شش سال جوانتر از وی بود، ازدواج می‌کند. مدت‌ها پیش از تاج‌گذاری، این دو نیز رابطه خود را با یکدیگر سرد می‌بینند. نقش خواهران بناپارت و ولخرجی‌های ژوزفین در این رابطه بی تأثیر نبوده‌است.
با وجود ازدواج، خیانت متقابل و نهایتاً جدایی ناپلئون از ژوزفین، آخرین کلمات ناپلئون در بستر مرگ دربارهٔ ژوزفین بوده‌است: «فرانسه، ارتش، در راس ارتش، ژوزفین»